# Thelymitra circumsepta
Thelymitra circumsepta là một loài thực vật có hoa trong họ Lan. Loài này được Fitzg. miêu tả khoa học đầu tiên năm 1878.